# Shirley Burden
Shirley Carter Burden (New York, 9 december 1908 – Teterboro (New Jersey), 3 juni 1989) was een Amerikaanse fotograaf en schrijver. Burden was een achterkleinkind van Cornelius Vanderbilt. Burden is auteur van diverse foto-essays over racisme, Katholicisme en historische locaties. 

## Biografie
Burden begon zijn carrière in de filmindustrie in de jaren twintig en dertig van de twintigste eeuw. Na een ontmoeting met Edward Steichen raakte hij geïnteresseerd in fotografie. Tijdens de Tweede Wereldoorlog produceerde hij trainingsfilms voor het leger en het onderwijs. 
In de jaren vijftig raakte Burden bevriend met de fotograaf Minor White en was hij nauw betrokken als beschermheer en ondersteuner van Aperture, een internationaal tijdschrift voor fotografie, opgericht in 1952. Burden is ook lange tijd betrokken geweest bij de fotografieafdeling van het Museum of Modern Art. Hij ondersteunde Steichen bij het verzamelen en selecteren van foto's voor de beroemde fototentoonstelling 'The Family of Man' (1955). In deze tentoonstelling zijn ook twee foto's van hemzelf opgenomen.
Na deze periode publiceerde Burden een reeks succesvolle foto-essays, waaronder God is My Life over Trappisten en I Wonder Why over het racisme jegens een jong Afro-Amerikaans meisje. In zijn latere leven besteedde hij zijn tijd aan het adviseren van diverse fotografie organisaties en gaf hij les aan onder andere het Art Center College of Design in Pasadena.